# Aino Aalto
Aino Maria Aalto, cognome da nubile Marsio, fino al 1906 Mandelin (Helsinki, 25 gennaio 1894 – Helsinki, 13 gennaio 1949), è stata un architetto e designer finlandese.

## Biografia
Nata a Helsinki, completò la sua istruzione nel 1913 presso la Helsingin Suomalainen Tyttökoulu (scuola finlandese per ragazze di Helsinki). Iniziò a studiare architettura lo stesso anno presso la Helsinki University of Technology e si laureò nel 1920. Quello stesso anno andò a lavorare per l'architetto Oiva Kallio di Helsinki. Nel 1923 si spostò nella città di Jyväskylä per lavorare nello studio dell'architetto Gunnar A. Wahlroos, ma l'anno seguente cambiò e iniziò a lavorare con Alvar Aalto che già conosceva dai tempi dell'università e col quale si sposò sei mesi dopo. I coniugi Aalto trascorsero la loro luna di miele nel Nord Italia. Era piuttosto comune all'epoca per i giovani architetti scandinavi andare in Italia a studiare l'architettura vernacolare e questo ebbe una profonda influenza sull'architettura scandinava durante gli anni venti, inclusi quindi i coniugi Aalto, sviluppando lo stile definito come classicismo nordico.
Il ruolo di Aino Aalto nella progettazione delle opere architettoniche attribuite ad Alvar Aalto non è mai stato completamente chiarito. Era specializzata in progettazione d'interni e architettura espositiva e svolse un ruolo essenziale nella gestione dello studio e nel rispetto delle scadenze.
Nel 1926 gli Aalto avevano spostato il loro ufficio a Turku dove cominciarono a collaborare con l'architetto Erik Bryggman. Nel 1933 traslocarono ancora, questa volta per tornare a Helsinki. Gli Aalto progettarono e costruirono una casa-ufficio (1935-36) per loro stessi a Munkkiniemi, un suburbio di Helsinki. Dopo la morte di Aino, Alvar Aalto progettò un ufficio distaccato dall'abitazione, costruito nei dintorni (1954-55).
I loro primi lavori furono piccoli edifici, come le ville estive in stile nordico classico. Tra queste spicca la villa estiva che gli Aalto progettarono per loro stessi, Villa Flora, sita in Alajärvi e costruita a partire dal 1926 (poi ampliata nel 1938).

Nella fase di progettazione Aino si concentrava soprattutto nel design degli interni (come per la famosa Villa Mairea a Noormarkku del 1937-39), e anche dell'arredamento. Alla fine degli anni '20 lo studio realizzò due progetti che lo portarono alla ribalta internazionale, il Sanatorio di Paimio e la Biblioteca di Viipuri, i due progetti furono tra i primi in Finlandia realizzati secondo  lo stile del funzionalismo, Aino si occupò degli interni e del design degli arredi.
Nel 1935 gli Aalto, insieme a Maire Gullichsen (loro cliente per Villa Mairea) e Nils-Gustav Hahlin, fondarono la Artek, una società che vendeva impianti di illuminazione e arredamento disegnati dagli Aalto e di cui Aino fu inizialmente responsabile del design e poi direttore generale dopo la morte di Hahlin nel 1941.
Gli Aalto furono i primi architetti in Finlandia ad adottare uno stile razionalista, proveniente dall'Europa centrale. Nel lavoro di Aino Aalto questo coincise con il suo ingresso nel padiglione finlandese della 1939 New York World's Fair, il cui primo premio, tuttavia, venne vinto da Alvar Aalto.

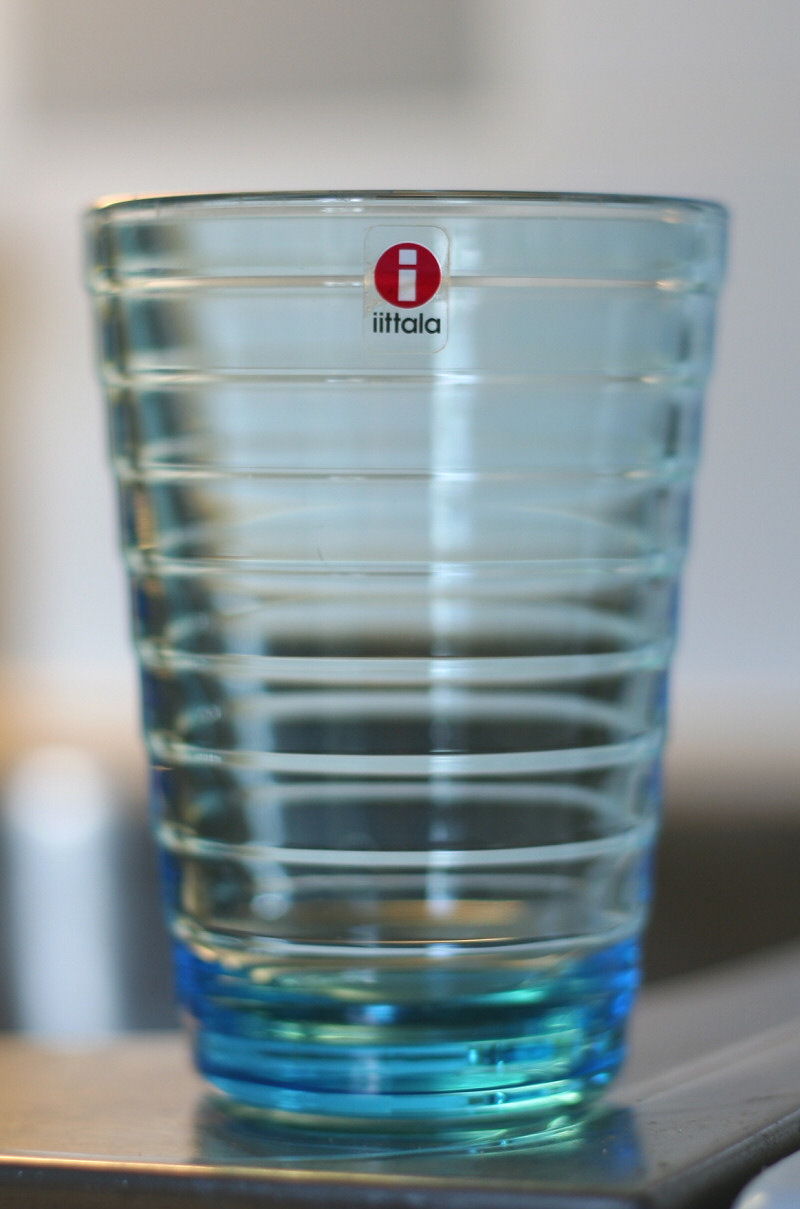
il bicchiere disegnato per Iittala

Aino Aalto inoltre acquisì notorietà con la progettazione di molti oggetti in vetro per l'azienda finlandese Iittala. Tra questi il servizio da tavola in vetro chiamato inizialmente Bölgeblick che fu premiato alla Triennale di Milano del 1936 Il servizio è tuttora in vendita con il nome Aino Aalto, alcune varianti più grossolane del bicchiere sono state create da altre aziende (come ad esempio IKEA). 
Aino ha anche collaborato col marito nella creazione del celebre Vaso Savoy nel 1936.